# Meppen (Pays-Bas)
Pour les articles homonymes, voir Meppen.
Meppen est un village situé dans la commune néerlandaise de Coevorden, dans la province de Drenthe. Le 1er janvier 2004, le village comptait 360 habitants.